# Grigorij Vladimirovič Orlov
Conte Grigorij Vladimirovič Orlov, in russo Григорий Владимирович Орлов? (1777 – Mosca, 22 giugno 1826), è stato un politico russo.

## Biografia
Era il figlio minore del conte Vladimir Grigor'evič Orlov (1743-1831), e di sua moglie, la baronessa Elizaeta Ivanovna Štakel'berg.

## Carriera
Nel 1794 prestò servizio come ciambellano alla corte della granduchessa Elizaveta Alekseevna.
Era un appassionato collezionista di dipinti, stampe e altre opere d'arte. A causa della sua leggerezza e stravaganza, accumulò una gran quantità di  debiti, che portarono ad un conflitto con il padre; infatti una parte della collezione fu venduta per pagare i debiti.

## Matrimonio
Sposò, il 3 febbraio 1800, la contessa Anna Ivanovna Saltykova (1777-1824), figlia del maresciallo Ivan Petrovič Saltykov e sua moglie Dar'ja Petrovna Černyšëva. A causa della salute di sua moglie, che richiedeva un trattamento medico specifico, viaggiò in Francia, Italia e Svizzera, ma senza successo.
Nella loro casa a Parigi, si riunirono scienziati e scrittori di fama mondiale e si organizzavano incontri dove si parlava di letteratura russa.
Dopo la morte di sua moglie, nel 1824, tornò in Russia.

## Morte
Il conte manifestò, ben presto, attacchi nervosi. Uno di questi attacchi, il 22 giugno 1826, gli provocò una caduta dalle scale del Senato provocandone la morte.